# 山科けいすけ
山科 けいすけ（やましな けいすけ、1957年 - ）は、日本の漫画家。本名、簗島馨（やなしま かおる）。妻は漫画家の森下裕美。

## 来歴・人物
1957年、東京都北区赤羽台出身。東洋大学卒。子供の頃から漫画が好きで、大学時代『週刊少年ジャンプ』の新人賞に投稿する。選にはもれたが編集者の勧めで漫画を描き続け、月刊誌に掲載された経験を持つ。
1983年、『週刊ヤングジャンプ』にて、『キャンパスすくらんぶる』 でデビュー。
1984年、『週刊ヤングジャンプ』にて、『かっとびハート』 が連載開始。外枠はいしいひさいち『バイトくん』の流れを汲む三流大学生もののギャグ4コマだが、むしろ同じいしい作品でも『地底人の逆襲』的なシュールさが加わっており、さらにこれらを破壊的な方向へパワーアップして独自の方向性を打ち出した。この、現実生活に辛うじて片足を残しつつ奔放なギャグを繰り広げる作風は現在まで共通している。
1994年、『C級さらりーまん講座』で第40回文藝春秋漫画賞受賞。
2011年、『C級さらりーまん講座』『パパはなんだかわからない』などサラリーマンを描いた一連の作品で第15回手塚治虫文化賞短編賞を受賞。

## 作品一覧
- キャンパスすくらんぶる
- かっとびハート
- ぼったん （まんがくらぶ）
- ちゃんねるアホリズム （ビジネスジャンプ）
- サラリーマン講座 情呆辞典
- 極楽コネクション
- キントトハウス
- SENGOKU （まんがくらぶ）
- 山科けいすけの中流図鑑
- C級さらりーまん講座 （ビッグコミック）
- 人生げきじょー
- サカモト （まんがくらぶ）
- パパはなんだかわからない （週刊朝日）
- タンタンペン
- お仕事しなさい!!
- しっくすてぃず （ビッグコミック増刊号）
- らいふいずびうちふる （朝日新聞）
- 剣々豪々(ビッグコミック増刊号)

### ゲームキャラクターデザイン
- 松本亨の株式必勝学（イマジニア ファミリーコンピュータ 1988年）
- 松本亨の株式必勝学II（イマジニア ファミリーコンピュータ 1989年）